# リカビジューシリーズ
リカビジューシリーズ (Licca Bijou Series) は、タカラトミーが製造・販売する着せ替え人形「リカちゃん」の大人向けブランドのひとつである。新シリーズとして2016年6月18日に第1弾が発売され、2018年まで約2年間にわたりシリーズ展開された。「リカちゃん ビジューシリーズ」、あるいは単に「ビジューシリーズ」と呼ばれることもある。
「ビジュー (bijou) 」はフランス語で宝石を意味する語で、「宝石のように特別なおしゃれ」「質の高さと本物感、おしゃれへのこだわり」をコンセプトに、宝石のきらめきをイメージし「大人っぽいリカちゃんがファッションを楽しむキラキラした気持ち」を込めて命名された。
本項では「リカビジューシリーズ」の終売後に、後継シリーズとして2020年から展開開始された「リアルコーディネートスタイル (Real Coordinate Style) 」についても、共通点が多いことから併せて詳述する。
また「前史」として当シリーズに先駆け、大人の女性向けファッションドールとして発売された「横浜元町リカちゃん」および「VERYコラボ コーディネートリカちゃん」などについても触れ、大人の女性向け商品へシフトしたリカちゃんシリーズの発展についても概観する。

## 前史

### 会社合併と大人向け商品へのシフト
タカラ時代のリカちゃんは「小学5年生の女の子」という設定が示すとおり、主に小学生までの女児を対象とした子供向け商品として展開されてきた。
日本において急激な少子化が進む中、玩具メーカーは従来の子供向け商品ラインナップから、大人向けのコレクションに耐えうる高品質・高価格帯の商品に主軸を移していく傾向がみられた。少子高齢化が進行する一方で、おたく文化の隆盛や「大きいお友達」「大人買い」などの流行語が示すように、従来は子供向けとみなされていた玩具を大人が趣味としてコレクションの対象とすることが一般化してゆく。そうした社会の変化の中で、長年「リカちゃん」を製造・販売してきたタカラは、2006年3月1日に同業のトミーと合併してタカラトミーとなる。これは純玩具メーカーだった両社が、少子化社会の中で将来を見据えた上での決断であった。

### 横浜元町リカちゃん
タカラトミーとなった翌年の2007年には「横浜元町リカちゃん」を発売している。これはリカちゃん誕生40周年を記念して、同年4月に「横浜人形の家」で開催された「リカちゃん夢とあこがれの40年展」の際に製作されたもので、初代「横浜元町リカちゃん」は1,000体限定、12,960円で発売された。これは1970年代後半から1980年代前半にかけて流行した「ハマトラ」ファッションをコンセプトとし、横浜元町ブランド（フクゾーの服、キタムラのバッグ、ミハマの靴、スタージュエリーのピアス、ポンパドウルのフランスパン）の衣装をまとったリカちゃん人形で、ブランド小物の細部まで忠実に再現されていた。黄色いカーディガンの初代「元町リカちゃん」はわずか3日間で完売したため、カーディガンをピンク色に変更した「セカンドエディション」が追加発売された。
「横浜元町リカちゃん」は、横浜市中区にある「ブリキのおもちゃ博物館」館長で「横浜人形の家」のプロデューサーも務めた玩具コレクターの北原照久が企画し、タカラトミーと「横浜人形の家」のコラボレーション商品として製作された。「横浜元町リカちゃん」は全部で7種類が製作・販売され、2008年には横浜元町に本店を置く近沢レース店の日傘を持った「2008エディション」、2009年4月25日には横浜開港150周年記念「赤いくつリカちゃん」、2010年には「テニススクールバージョン」、2011年3月19日には愛犬を連れた「スプリング・サマー・バージョン」が、それぞれ発売された。いずれも価格は1万2千円台から1万5千円台と、それまでのリカちゃん人形の常識を破る高価格帯であったが、人気を呼んで早々に完売した。
この「横浜元町リカちゃん」は、タカラ時代の1998年にご当地リカちゃん第1号として沖縄県で限定発売された「琉球リカちゃん」と同様の「ご当地リカちゃん」でもあったが、同時に「ハマトラ」ファッションが流行した時代を知る世代に向けた、大人向けファッションドールとしてのリカちゃんの先駆けでもあった。

### VERYコラボ コーディネートリカちゃん
タカラトミーはその後、ご当地企画物の限定商品ではなく、一般消費者向け市販品としての大人向けリカちゃんの試みとして、2014年11月15日には光文社の女性ファッション雑誌『VERY』とのコラボレーション商品「VERYコラボ コーディネートリカちゃん」第1弾を発売した。『VERY』は30代から40代前半の大人世代の女性をターゲットとしたファッション雑誌で「シロガネーゼ」の流行語を生み出したことでも知られる。「VERYコラボ コーディネートリカちゃん」はドールが4千円台から5千円台と、一般の子供向けリカちゃんより高額であったにもかかわらずヒット商品となった。2017年11月11日には第2弾ドール（『VERY』コーディネイトブック付き）とドレスセット、2020年11月7日には第3弾のドールとドレスセットが発売され、シリーズ展開となった。
こうして、かつてリカちゃん人形で遊んで大人になった女性をターゲットとした試みが好評を博したことから、2010年代後半以降、タカラトミーは大人向けリカちゃんシリーズの展開に注力してゆくこととなる。

### LiccA スタイリッシュドールコレクション
翌2015年には大人向けリカちゃんブランド「LiccA」を立ち上げ、「LiccA スタイリッシュドールコレクション」としてシリーズ展開を開始。同年6月より予約受付を開始し、同年12月に第1弾「カプチーノ ワンピーススタイル」と限定版「オリーブぺプラムスタイル」を発売。第1弾は初回生産1,000体がわずか3日で完売、追加生産分も完売した。なお「スタイリッシュドールコレクション」では他のリカちゃんシリーズと異なり、より人間の女性に近づけた「スタイリッシュボディ」を新規製作して使用している。
「スタイリッシュドールコレクション」はその後もシリーズ展開を継続しており、各モデルとも希望小売価格1万円を超える高価格帯でありながら、早々に予約完売するモデルも出て、大人向けリカちゃんの可能性を示す商品となった。

## リカビジューシリーズ

### シリーズ誕生と終焉
2014年開始の『VERY』コラボ、2015年開始の「LiccA」に続き、さらなる大人向けリカちゃんシリーズとして、2016年からは「ビジューシリーズ」の展開が開始されることとなった。
これらの大人向けリカちゃんシリーズに共通するのは、従来の女児向けリカちゃんのようなお姫様風ドレスやアイドル風の衣装ではなく、大人の女性が実際に着たいと思うようなファッション性の高い衣装、すなわち「リアルクローズ (real clothes)」を身にまとっていることである。またトップスとボトムスの組み合わせによりコーディネイトを楽しめたり、衣装だけでなくアクセサリーやハンドバッグなど付属の小物にも凝ったり、パッケージデザインにも高級感を出すなどして、大人の女性が楽しめるファッションドールとすることで商品価値を高め、高価格化を可能にしたことであった。
翌2017年にはリカちゃん誕生50周年を迎え、ロングセラー商品となったリカちゃんはもはや子供向けの商品にとどまらず、かつてリカちゃんで遊んだ大人世代にも高い認知度を誇る商品に成長していた。タカラトミーはこれを踏まえ、大人の女性向けの「リカちゃん」ブランド価値の創出に取り組んでいた。ブランド強化の一環として開始したTwitterやInstagramといったSNSアカウントにも大人世代のフォロワーが急増し、大人の女性が満足できる商品へのニーズを高めることとなった。
こうした大人向けリカちゃんへのニーズの高まりに応えるべく投入された新シリーズが「リカビジューシリーズ」であった。同シリーズ発売時のプレスリリースでは「リカちゃんブランドを支える大きな柱として力を入れて育てていく」と、タカラトミーが同シリーズに込めていた期待が述べられている。
「リカビジューシリーズ」は、髪の長さや髪色など豊富なバリエーションを揃えたヘアスタイル、ファッショントレンドを意識したリアルクローズの衣装、贈り物や箱のまま飾るにも適した高級感あるパッケージデザインの3点を重視して開発された。第1弾ではドール4体のみの発売であったが、着せ替え用のドレスセットも発売予定と発表され、第2弾からはドレスセットも展開された。また従来のリカちゃんはロングヘアが主流であったが、同シリーズではボブカットがラインナップされている（第1弾「スノードロップ」、第4弾「ミルキーベレー」）。また第4弾「ミルキーベレー」には眼鏡が付属し、他にサングラスが付属するモデルもある。
2016年6月18日の発売に先駆け、同年6月9日から開催される「東京おもちゃショー2016」のタカラトミーブースで「リカビジューシリーズ」が展示された。
なお「リカビジューシリーズ」の発売に先立ち、2016年3月にアメリカの女性歌手であるアリアナ・グランデの楽曲「フォーカス」の日本版ミュージックビデオに、「リカビジューシリーズ」第1弾のドール「ルミナスピンク」が出演した。ドールの衣装や髪色、メイクなどもアリアナに似せてダンスも披露した。リカちゃんが海外アーティストとコラボレーションするのはこれが初の試みである。
2018年8月4日に発売された第5弾をもって「リカビジューシリーズ」の製作は終了し、その後は同シリーズとしての商品は発売されていない。

### 後継シリーズ
「リカビジューシリーズ」の開発終了後、2020年より大人向けの「リアルクローズ」をテーマにしたリカちゃんの新シリーズとして「リアルコーディネートスタイル」が展開された。ピンク基調の外箱デザインは「リカビジューシリーズ」を踏襲している。この「リアルコーディネートスタイル」が事実上の後継シリーズとなるが、「リカビジューシリーズ」より価格を抑えて買いやすくしている。コストダウンのため「リカビジューシリーズ」より付属品を減らして外箱が小さくなった。共通の商品コンセプトや外箱デザインから、消費者からは「リアルコーディネートスタイル」も「リカビジューシリーズ」と同一視されることがある。
なお、商品名に「リアルコーディネートスタイル」とは銘打たれていないが、2024年以降も単発的に「リアルコーディネートスタイル」に準ずる商品の発売が継続されている。

## ラインナップ
大人向けシリーズであるが、15歳未満の子供向け玩具を対象とするSTマークの認証を受けており、対象年齢は3歳以上と表示されている。いずれも中国製である。

### ビジューシリーズ

#### ドール
ドールにはいずれも専用スタンドが付属する。ポーズを付けやすいよう片足のみ押さえるタイプのスタンドで、通常版リカちゃんの両足をはめ込むスタンドとは形状が異なる。
ボディは2008年から2017年 - 2018年頃まで通常のタカラトミー製リカちゃん人形で使用していたものと同じで、背部の刻印は「2008 TOMY CHINA」。第1弾のみ刻印の周りに四角い囲みがある2008年型旧ボディで、第2弾以降は刻印の周りに囲みのない2008年型新ボディに更新され、特に上半身の質感が変化している。このボディ更新は通常のタカラトミー製リカちゃん人形も同様である。いずれも両腕を水平に広げることはできない。
第1弾
2016年6月18日発売。希望小売価格 5,478円（税込）。
- ルミナスピンク (Luminous Pink)[26]
- スパークルアイズ (Sparkle Eyes)[27]
- シャイニータイム (Shiny Time)[28]
- スノードロップ (Snow Drop)[29]

第2弾
2016年11月12日発売。希望小売価格 5,478円（税込）。
- オーシャンカラット (Ocean Carat)[30]
- キャンディデート (Candy Date)[31]

第3弾
2017年6月17日発売。希望小売価格 5,478円（税込）。
- ピンキーパーティ (Pinky Party)[32]
- ダズリンダーリン (Dazzlin Darling)[33]

第4弾
2017年11月11日発売。希望小売価格 5,478円（税込）。
- ミルキーベレー (Milky Beret)[34]
- スウィートトーク (Sweet Talk)[35]

第5弾
2018年8月4日発売。希望小売価格 4,378円（税込）。
- LD-17 リカビジュー ライダースキュート (Riders Cute)[36]
第5弾のドールは価格が値下げされ、通常版リカちゃんのドールと同様に「LD-」の品番が付いた（ドール・ドレスとも番号は17）。
従来の「リカビジューシリーズ」とは異なるヘッドを使用し、顔がやや大きくなっている。また顔のプリントも大幅に変更されたため、従来品とは表情がかなり異なる。

#### ドレス
着せ替え用ドレスのみの商品。ドールは付属しない。
第1弾
2016年6月18日の第1弾リリース時には発売なし。
第2弾
2016年11月12日発売。希望小売価格 3,278円（税込）。
- ドレスセット ビビッドシャンデリア (Vivid Chandelier)[37]
- ドレスセット メルティハート (Melty Heart)[38]

第3弾
2017年6月17日発売。希望小売価格 3,278円（税込）。
- ドレスセット サンシャインピクニック (Sunshine Picnic)[39]
- ドレスセット ブライトアヴェニュー (Bright Avenue)[40]

第4弾
2017年11月11日発売。希望小売価格 3,278円（税込）。
- ドレスセット トレンチウィンク (Trench Wink)[41]
- ドレスセット シャイニーデート (Shiny Date)[42]

第5弾
2018年8月4日発売。希望小売価格 2,750円（税込）。
- LW-17 リカビジュードレスセット ストリートウォーク (Street Walk)[43]
  - 第5弾のドレスセットは価格が値下げされ、通常版リカちゃんのドレスセットと同様に「LW-」の品番が付いた（ドール・ドレスとも番号は17）。

### リアルコーディネートスタイル
後継シリーズ「リアルコーディネートスタイル」からボディが更新され、両腕を水平に広げられるタイプの現行ボディに変更された。背部の刻印は「TOMY MADE IN CHINA」。このボディ更新はタカラトミー製のリカちゃん人形全体で2017年から2018年にかけて行われたものであり、「LiccA スタイリッシュドールコレクション」のような専用ボディの採用ではない。
「リカビジューシリーズ」第1弾 - 第4弾のドールとは、顔のプリントが違うため表情が異なる。また第5弾「ライダースキュート」とも異なる。
2024年以降も、「リアルコーディネートスタイル」に準ずる商品が不定期に発売されている。
第1弾
2020年2月15日発売
- ドール：LD-17 ガーリー フルラージュ (Girly Fleurage)[44]
  - 希望小売価格 4,378円（税込）
  - フルラージュ (fleurage) は、フランス語の古語で花を意味し、花柄のスカートを履いている。
- ドレス：LW-17 レインボーホリデー (Rainbow Holiday)[45]
  - 希望小売価格 2,750円（税込）

第2弾
2021年10月16日発売
- ドール：LD-17 ムートンミックス (Mouton Mix)[46]
  - 希望小売価格 4,400円（税込）
- ドレス：LW-17 フィールザウィンド (Feel the Wind)[47]
  - 希望小売価格 3,080円（税込）

第3弾
2023年10月14日発売
- ドール：LD-17 エアリートレンチ[48]
  - 希望小売価格 4,400円（税込）
- ドレス：LW-17 フラッフィーエレガンス[49]
  - 希望小売価格 3,080円（税込）

2024年
2024年5月18日発売
- ドール：LD-10 おとなっぽリカちゃん[51]
  - 希望小売価格 3,850円（税込）[50][51]

「リアルコーディネートスタイル」とは銘打たれていないが、商品名のとおり「大人っぽさ」を売りにしたリカちゃん。箱は「リアルコーディネートスタイル」のものを流用し、箱には「Real Coordinate Style」の文字がある[50]。ダークブラウンとゴールドのミックスカラーヘアを採用[51]。
- ドレス：LW-18 ペプラムリボン[52][53]
- ドレス：LW-19 シーサイドカーキ[54][55]
  - 希望小売価格：2,860円（税込）[52][54]